# GNU Savannah
Pour les articles homonymes, voir Savannah.
GNU Savannah est un site de la Free Software Foundation hébergeant des projets collaboratifs, exclusivement de développement de logiciels libres.

## Historique
Savannah fut créé initialement via une installation de SourceForge, pour les besoins de GNU en 2000 par Loïc Dachary, de la Free Software Foundation France.
Plus tard, en réponse à ce qu'il a perçu comme une dérive de la plateforme SourceForge.net et du logiciel SourceForge (alors privatisé) vis-à-vis de la communauté du logiciel libre, Loïc Dachary a fait en sorte d'étendre l'accès de Savannah à l'hébergement de projets libres ne faisant pas nécessairement partie de GNU[source secondaire souhaitée].
Fin 2003, le serveur de Savannah se faisant vieux fut remplacé, à la suite d'une compromission[source secondaire souhaitée], par une nouvelle machine appartenant à la Free Software Foundation (et non la Free Software Foundation France comme précédemment). Depuis ce jour, Savannah est géré, sur un plan décisionnel, unilatéralement par la Free Software Foundation.
Désireux de perpétuer un mode de fonctionnement ayant fait ses preuves de 2000 à 2003, des contributeurs majeurs de Savannah, dont Loïc Dachary, ont créé Gna! en tant que plateforme d'hébergement autonome, gérée de manière démocratique, avec le soutien matériel de la Free Software Foundation France.
Savannah s'est décliné en deux versions : une hébergeant des projets de GNU, et une des logiciels libres non-GNU[source secondaire souhaitée].

## Infrastructure logicielle
Au fil du temps, le logiciel opérant la plate-forme Savannah est passé d'une simple adaptation du code (alors encore libre) de SourceForge, faite pour GNU, à un nouveau projet indépendant.
Ultérieurement, ce logiciel fut publié sous le nom plus distinctif de Savane (qui est aujourd'hui également utilisé pour faire tourner la plate-forme Gna!).